# His Brother's Keeper
His Brother's Keeper er en amerikansk stumfilm fra 1921 af Wilfrid North.

## Medvirkende
- Albert L. Barrett som John Bonham
- Martha Mansfield som Helen Harding
- L. Rogers Lytton som Rex Radcliffe
- Frazer Coulter som William Harding
- Gretchen Hartman som Amalita Cordova
- Gladden James som Harvey Weer
- Anne Drew som Mrs. Harvey Weer